# Industria preunitaria lombarda
Per industria lombarda preunitaria si intendono le caratteristiche e lo sviluppo dell'industria nelle province lombarde dalla sua fondazione all'Unità d'Italia. L'industria lombarda nacque e si sviluppò dagli inizi del XIX secolo per gran parte su iniziativa privata, al contrario di quanto avveniva altrove dove l'industria veniva incoraggiata dai vari governi mediante un intervento diretto o massicce commesse statali. Questa caratteristica, assieme alla mancanza di una politica doganale ed industriale favorevole sotto le dipendenze dell'impero austriaco, da cui dipendeva la Lombardia, consentirono all'industria locale di rafforzarsi negli anni fino a guidare lo sviluppo industriale italiano con l'Unità d'Italia.

## Introduzione

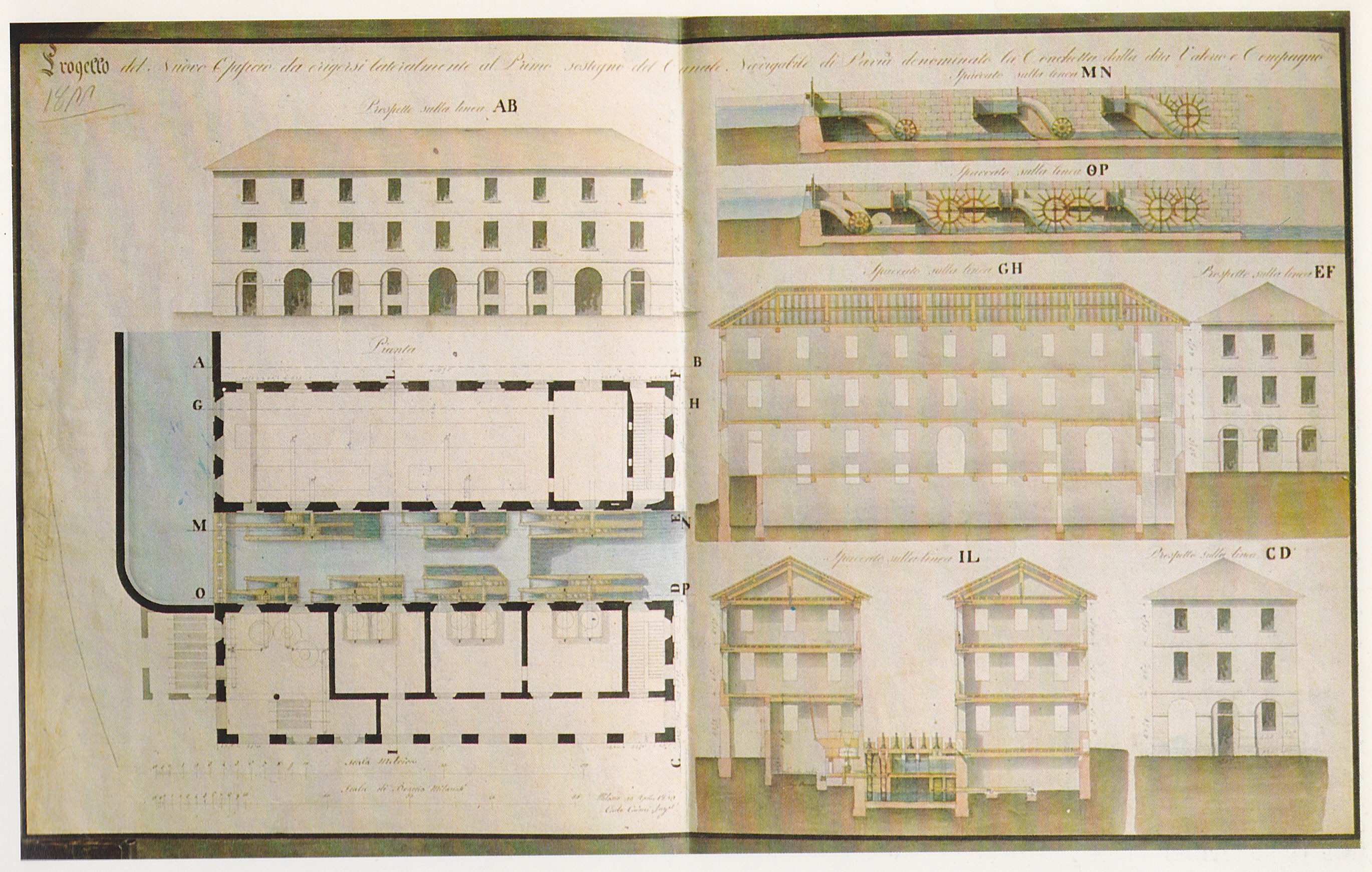
Progetto di Carlo Caimi per la ditta Valerio e C., tra i primi progetti di edifici industriali a Milano conservati

L'inizio dell'industria lombarda, intesa come concentrazione della manodopera e compiti parcellizzati spesso svolti mediante ausilio di macchinari, può essere datata nella prima metà del XVIII secolo, quando fu fondata a Milano nel 1736 la fabbrica di seta Innocente Osnago, dove qualche anno dopo erano in attività 50 telai alla Jacquard che davano lavoro a circa 300 persone. Un'altra ipotesi meno avvalorata fa risalire la prima fabbrica moderna lombarda al 1704 con la fondazione del lanificio Tieffen in cui gli operai lavoravano con macchinari importati da Fiandre e Francia. Il fenomeno di industrializzazione rimase comunque abbastanza marginale fino alla fine del '700, tuttavia per tutto il secolo successivo perdurò la tipologia principale di industria, che vedeva il settore tessile predominare sugli altri. Secondo Cesare Cantù il primo sforzo serio di industrializzazione in Lombardia avvenne durante il regno napoleonico, in cui la necessità di armare un esercito di circa 50000 individui diede un primo grosso impulso all'industria meccanica e tessile.
Se le guerre napoleoniche vengono indicate come punto di partenza per una industrializzazione di una certa consistenza, secondo Giovanni Merlini lo sviluppo industriale lombardo iniziò nel 1815 col cessare dello stato di guerra in Europa, causando una crescita industriale che durò fino al 1847, in cui secondo il Merlini l'industria lombarda toccò il massimo del suo benessere. I moti del '48 infatti portarono instabilità nel territorio e tolsero braccia all'industria, tuttavia la situazione perdurò negli anni a seguire data l'imposizione di un governo militare che approvò molte ordinanze che avrebbero limitato significativamente la crescita delle industrie lombarde. v

## Industria tessile
L'industria tessile fu sicuramente per valore e per occupazione il ramo più proficuo ed importante dell'industria lombarda. Il ramo più importante dell'industria tessile era quello della seta, tra i più sviluppati in Europa, seguito dal cotone e poi da tutti gli altri.

### Industria serica
L'arte della filatura e della tessitura in Lombardia era già attiva in Lombardia nel 1300. Ad un secolo più tardi risalgono le leggi di Gian Galeazzo Maria Sforza che, per favorire la produzione serica, imponeva a tutti i proprietari terrieri la piantumazione di un certo numero di gelsi, pianta di cui si nutrivano i bachi da seta. 

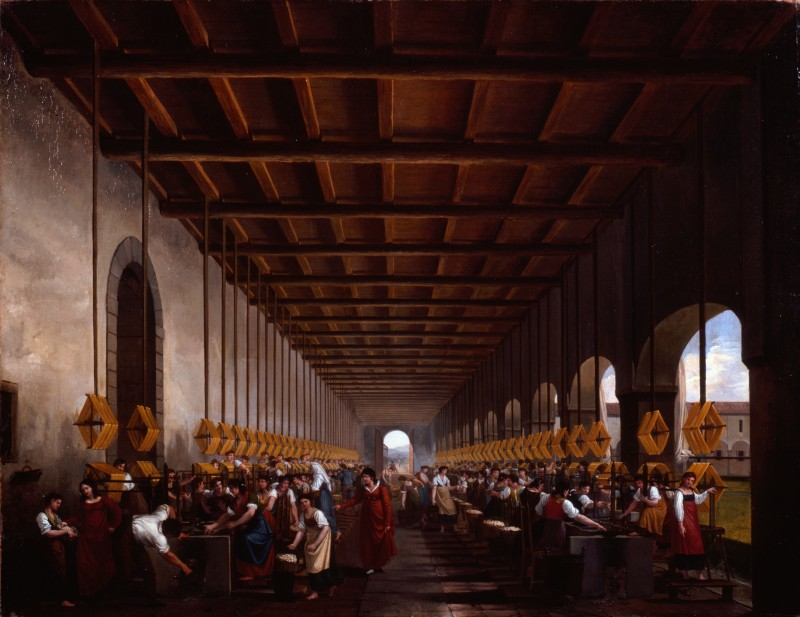
Pietro Ronzoni - Filanda nel bergamasco (1820 ca.)

All'alba dell'unità d'Italia (1860) la Lombardia produceva poco più di 1400 tonnellate di filato di seta grezza sul totale italiano di 4200 tonnellate (circa un terzo di tutta la produzione): seguivano il Regno di Sardegna con circa 900 tonnellate, poi il Veneto con circa 700 tonnellate ed il Regno delle Due Sicilie con poco meno di 600 tonnellate; le restanti 600 tonnellate erano fornite dai rimanenti stati italiani.
Tra tutte le industrie tessili, l'industria serica fu per molto tempo la più importante in Lombardia: la produzione locale di filato di seta era al 1856 di circa 4 milioni di libbre milanesi, ovvero circa 1300 tonnellate all'anno, che forniva circa il 70% del commercio totale della seta in Lombardia, a cui si aggiungeva il filato proveniente dal Veneto o da altre province austriache, per un totale di circa 1870 tonnellate commerciate o trattate in Lombardia. Di tutto questo, solo poco più del 20% era destinato al commercio interno, mentre il resto veniva esportato in tutta Europa. L'esportazione avveniva anche se in minima parte già dai bozzoli di seta, per una produzione totale di circa 14500 tonnellate di cui 200 esportate e altre 200 per la riproduzione dei bachi. I bozzoli rimasti in Lombardia venivano lavorati da un numero approssimativo di 3100 filande, di cui 144 a vapore, per un totale di 40000 aspi: nelle suddette filande lavoravano poco meno di 80000 addetti tipicamente di sesso femminile, tuttavia gran parte delle filande erano attive a tempo pieno solo per 60 giorni l'anno.
Della seta grezza prodotta circa un settimo veniva esportata allo stato greggio, mentre il resto subiva almeno una lavorazione prima di essere messa in commercio. Dopo la filatura la seta doveva essere sottoposta a torcitura nelle 525 filatoi su circa 530000 fusi: il numero totale di addetti negli stabilimenti regolarmente funzionanti quasi tutto l'anno era di circa 35000 operai. Seguiva quindi la fabbricazione dei tessuti in seta: essa era quasi totalmente concentrata tra le province di Como e Milano e contava 141 stabilimenti per 3400 telai, di cui 835 alla Jacquard, per un numero di occupati di circa 7500 individui
Erano infine presenti due stabilimenti per la lavorazione dei cascami dei bozzoli di seta a Milano e Bergamo per 1500 fusi che producevano all'incirca 800 tonnellate l'anno di cascami di seta. Sebbene i dati siano riferiti al 1856, era già nota in questo settore nel 1840 la Manifattura Vercellone con i suoi 140 operai.
Nella bergamasca le filande si avvantaggiarono dello sfruttamento iniziato nel 1804 del giacimento di lignite a Leffe, combustibile che presentava vantaggi rispetto alla legna abitualmente usata per l'ebollizione dell'acqua dei filati e la loro essiccazione.

### Industria cotoniera

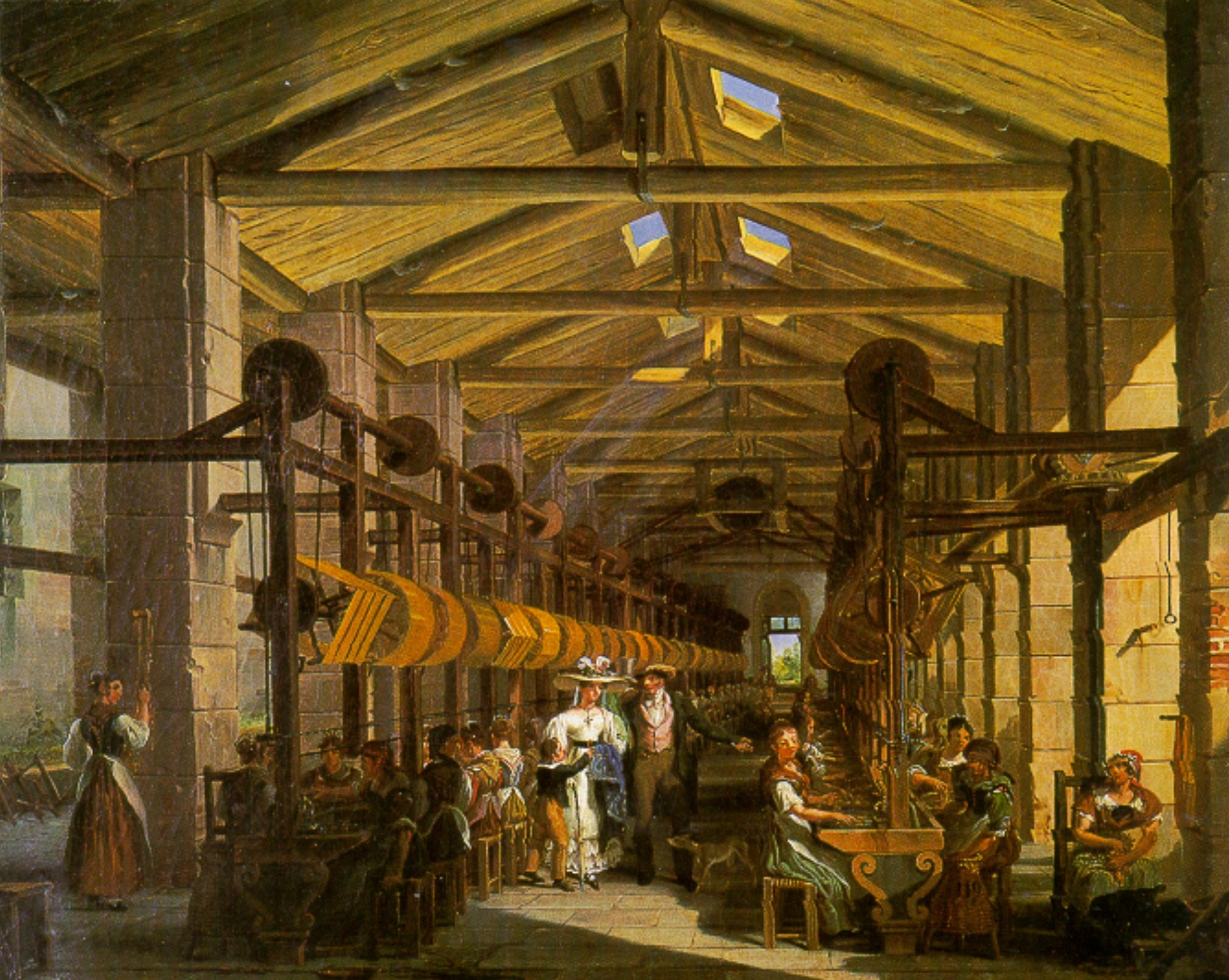
La filanda Mylius di Giovanni Migliara, 1828. Questo quadro venne commissionato da Enrico Mylius al pittore Migliara per illustrare la sua filanda di Boffalora

Il cotone grezzo veniva importato per gran parte dagli Stati Uniti, mentre il restante arrivava da India ed Egitto. Di tutto il cotone importato, tre quarti erano destinati alla lavorazione delle fabbriche lombarde. Le filature della regione erano 33 e si contavano complessivamente 123000 fusi, con 18 stabilimenti e 70000 fusi nella provincia di Milano e 9 stabilimenti e 30000 nella provincia di Como. Nella provincia di Milano le filatura erano particolarmente concentrate nella zona dell'Altomilanese, dove gli stabilimenti potevano attingere acqua dai corsi dell'Olona e del Ticino necessaria per la forza motrice dei macchinari, mentre esisteva un'unica manifattura a Chiavenna, in provincia di Sondrio che però eguagliava per numero di fusi i 3 stabilimenti della provincia di Bergamo.
Le fabbriche lombarde complessivamente lavoravano 3300 tonnellate di cotone, a cui vanno aggiunte circa 240 di cascame. Per quanto riguarda l'occupazione, risultavano impiegati per la filatura del cotone 3810 operai, tra i principali stabilimenti possiamo trovare:
- Cotonificio Ponti di Solbiate Olona, contava 400 operai e 11000 fusi, per 450 tonnellate di cotone lavorato
- Cotonificio Cantoni di Legnano, contava 257 operai e 5000 fusi, per circa 120 tonnellate di cotone lavorato
- Cotonificio Krumm di Legnano, contava 230 operai e 8100 fusi, per 200 tonnellate di cotone lavorato
- Cotonificio Fumagalli e Stucchi di Peregallo, contava 226 operai e 8800 fusi, per 180 tonnellate di cotone lavorato
- Cotonificio De Planta e Corradino di Chiavenna, contava 213 operai e 8500 fusi, per 240 tonnellate di cotone lavorato

Il resto delle fabbriche era organizzato in concentrazioni minori di 200 operai, in media 115 per stabilimento, mentre numerose erano gli stabilimenti che pur impiegando meno operai avevano una produzione di filato maggiore. La media si attestava su circa 100 tonnellate di cotone filato per stabilimento: tra gli altri si segnalano il Cotonificio Candiani (131 t), il Cotonificio Ferrario e Ottolini (138 t), il Cotonificio Zuppinger (174 t), il Cotonificio Crespi (157 t) e il Cotonificio Schoch (138 t). Si ha notizia nel 1840 del Cotonificio di Cremella con 210 operai.
Per quanto riguarda la tessitura del cotone, erano presenti in Lombardia al 1856 poco più di 17000 telai, di cui 15000 nella sola provincia di Milano: i circa 100 telai alla Jacquard erano tutti collocati nella provincia meneghina. Gli occupati nella tessitura ammontavano a circa 34000 persone, che tuttavia erano attinte nei periodi di inattività dei contadini, non essendo l'attività della tessitura portata avanti per tutto l'anno. Era presente anche la verniciatura e la stampa di tessuti di cotone: lo stabilimento più importante in questo campo era sicuramente la Fabbrica di cotoni stampati Cavalli che contava più di 400 operai nel 1840.

### Altre industrie tessili
La lavorazione della lana a livello industriale fu introdotta in Lombardia nel 1816, mentre la lavorazione tradizionale della lana era già presente ai tempi di Francesco Sforza. Nei primi anni di industrializzazione ci fu un tentativo di introduzione si larga scala dell'industria della lana: furono fondati in quegli anni due "grandiosi" stabilimenti a Milano e a Como: in particolare si ricorda il Lanificio Guaita a Como, capace di impiegare fino a 700 operai. Già nel 1840 l'avventura su larga scala della produzione della lana in lombardia poteva dirsi conclusa, principalmente grazie agli elevati dazi sull'importazione di materia prima e la concorrenza dei lanifici in zone più favorite dell'Impero austriaco di cui la Lombardia faceva parte, in particolare della Boemia e della Moravia. Al 1856 la filatura della lana era particolarmente concentrata in provincia di Bergamo, dove si avevano 6 filande per 4300 fusi: la produzione di lana filata si attestava sulle 750 tonnellate. Sempre nella bergamasca esistevano poi 27 fabbriche di panni di lana e 30 fabbriche di tappeti, le cui merci venivano esportate nel Ducato di Modena e Reggio, Stato Pontificio, Regno delle Due Sicilie, Ungheria e Turchia. Va tuttavia precisato che nel Lombardo-Veneto l'industria della lana aveva avuto un grande sviluppo nel distretto di Schio, a cui veniva aggiunta la concorrenza del distretto di Borgosesia nel vicino Piemonte.
La lavorazione del lino era organizzata in stabilimenti di medio-grandi dimensioni e vi veniva prodotto lino necessario per il consumo interno. La produzione complessiva si assestava a poco meno di 1300 tonnellate. Tra gli stabilimenti si possono citare:
- Linificio di Cassano d'Adda, con 400 operai impiegati e un filato complessivo di 600 tonnellate[21]
- Linificio di Villa d'Almè che occupava 375 persone per un filato complessivo di 430 tonnellate[22]
- Linificio di Melegnano con circa 2100 fusi, più di 200 operai impiegati e un filato complessivo di 133 tonnellate di lino[23]
- Linificio Archinto a Vaprio d'Adda, occupante più di 300 operai[24]

Per quanto riguarda la tessitura, l'attività di tipo industriale era del tutto marginale, con la presenza di 100 telai in tutta la Lombardia. Assia più rilevante era invece l'attività di tipo artigianale, con circa 14000 telai sparsi nelle zone agricole della bassa pianura padana.
Derivata dall'industria tessile era l'industria delle tintorie, ovvero dove si tingevano i tessuti, dove veniva lavorate ogni anno più di 1800 tonnellate di tessuti, di cui 230 solo di seta. Risultavano infine impiegati circa 2000 persone nelle fabbriche di cappelli di vario tipo.

## Industria meccanica

### Industria siderurgica
La Lombardia, assieme al Granducato di Toscana, era responsabile della fabbricazione di oltre due terzi della ghisa prodotta in tutti gli stati preunitari italiani poco prima dell'Unità, che si attestava all'incirca alle 30000 tonnellate: questo dato fa capire lo stato primordiale a cui si trovava la siderurgia italiana, quando nel 1855 la sola Inghilterra ne produceva 3000000.
Tra le industrie più grandi e celebri della Lombardia preunitaria c'era sicuramente le ferriere Rubini di Dongo. Fondata nel XVIII secolo, in un'area ove il ferro era estratto da miniere locali, fu al centro del rinnovo dell'ingegner Falck, tecnico chiamato nel 1840 dall'Alsazia per migliorarne la produzione. Tra le principali innovazioni vale la pena di sottolineare le seguenti:
- Installazione nel 1840 del primo altoforno "alla inglese" (ovvero di sezione circolare e non quadrata come in uso fino ad ora in Italia) nella penisola italiana e conseguente raddoppiamento dell'altezza tipica: questa prima misura, subito dopo diffusasi in tutto il territorio circostante, permise di ridurre il consumo di carbone del 55%.
- Introduzione nel 1842 di uno dei primi forni a puddellaggio con fiamma ossidante generata in una camera separata dalla camera della ghisa: questa misura consentì un ulteriore risparmio del 33% di combustibile e una diminuzione del materiale ferroso di scarto del 10%.

Tale risparmio in combustibile era quanto mai gradito in un contesto come quello lombardo e italiano, data la scarsità di giacimenti di carbone, che doveva essere quindi importato con i costi conseguenti.
Le misure del tecnico alsaziano portarono in definitiva la ferriera in poco meno di 20 anni ai vertici della siderurgia italiana, con un output di circa 1000 tonnellate di ghisa al 1858 (dalle 420 tonnellate del 1840) e 400 operai stabilmente occupati nello stabilimento.
Notato l'eccellente lavoro dell'ingegner Falck, i Badoni, proprietari della ditta Badoni e C., chiamarono l'ingegnere alsaziano nei propri impianti, che comprendevano tre stabilimenti situati nell'odierna provincia di Lecco, a Bellano, Castello e Mandello. L'ingegnere, arrivato nel 1850, introdusse le misure già sperimentate nelle ferriere di Dongo, più altre novità mai sperimentate, tra cui: 
- Uso di forni a riverbero e torba come combustibile
- Installazione del primo treno di laminazione mosso a forza idraulica in Italia
- Ammodernamento della lavorazione del filo di ferro con uso di bobine

Alla fine degli anni '50 la ditta produceva 1300 tonnellate di ghisa, tutte destinate a lavorazioni successive all'interno della ditta, ponendosi ai vertici della siderurgia italiana preunitaria.
L'altro polo della siderurgia lombarda, minore in quanto a grandezza media delle sue fucine ma responsabile di circa i due terzi della produzione siderurgica totale, era la zona dei dintorni della Valcamonica, già da secoli sede di produzione di materiali ferrosi. La officine di prima fusione alla fine della metà degli anni 40 venivano contante in 16 forni fusori: in quello che fu il periodo di massima produzione metallurgica prima dell'unità d'Italia i distretti delle province di Brescia e Bergamo arrivarono a fabbricare circa 8000 tonnellate di ghisa l'anno. Successivamente le materie prime prodotte veniva lavorati in 122 fucine maggiori in cui venivano lavorate complessivamente 5300 tonnellate di semilavorati metallici a partire dalla seconda metà degli anni '50.
Benché la zona fosse all'avanguardia nel settore metallurgico in Lombardia ed in Italia, il progresso tecnologico delle officine era comunque lontano dal livello medio europeo, si avevano comunque alcune eccezioni, tra cui vale la pena di ricordare:
- Officine Gregorini di Lovere: tra le principali officine metallurgiche della provincia di Bergamo, al 1857 occupava 500 operai e aveva una produzione di 200 tonnellate di ferro ladino, 100 di acciaio e 60 di molle. Lo stabilimento ebbe un rapido e prosperoso sviluppo grazie all'adozione di tecniche moderne impiegate in Europa, come l'introduzione in Italia del primo forno Siemens per la conversione della ghisa.

La fabbricazione e la lavorazione del ferro in queste provincie era comunque avvantaggiata dalla presenza di miniere non trascurabili: per tutta la prima metà del XIX secolo, fu estratto dalle miniere locali mediamente dalle 6000 alle 7000 tonnellate di minerale di ferro, che comunque non bastava ad alimentare tutti i forni della zona.

### Industria metalmeccanica
Il reparto produttivo metalmeccanico era organizzato su officine di piccole e medie dimensioni se confrontate con le principali officine di altri paesi; la ragione era dovuta a tre principali motivazioni:
- Assenza di una politica industriale favorevole da parte dello stato centrale austriaco, laddove per contro in altri stati si assisteva alla fondazione di grandi officine meccaniche di proprietà statali che avrebbero beneficiato di grandi e continue commissioni, come accadde per l'Ansaldo di Genova per il Regno di Sardegna e le Officine di Pietrarsa per il Regno delle Due Sicilie[1].
- Il favore del governo centrale austriaco alle proprie manifatture locali nelle commesse statali, come per esempio avveniva nel settore meccanico con gran parte delle commesse pubbliche alle officine della Stiria e assenza di dazi in vari settori come nell'importazione di macchinari da Francia e Inghilterra[34].
- Concentrazione, per ovvie ragioni geografiche, della grande cantieristica navale a Venezia e Trieste, dove erano presenti l'Arsenale di Venezia e l'Arsenale Lloyd, tra i più grandi stabilimenti meccanici della penisola italiana.

Il ferro prodotto in Lombardia veniva per la quasi totalità impiegato per lavorazioni successive in officine all'interno della regione. Al 1858 si contavano 17 stabilimenti di primaria importanza, i maggiori si trovavano tutti a Milano, eccetto uno a Como:
- Officine meccaniche Grondona: furono fondate nel 1847 da una famiglia di fabbricanti di carrozze come fabbrica di vagoni ferroviari. Quattro anni dopo la sua fondazione contava 160 operai e veniva descritto dall'Eco della Borsa così:"Le officine dei carri sono così vaste, che la loro larghezza comprendono armature di travi lunghe 23 braccia [...]"[36]. Nel 1860 lo stabilimento arrivò ad occupare 280 operai.
- Officine per la riparazione del materiale rotabile presso la Stazione di Porta Nuova e Stazione di Porta Tosa, funzionali alla giovane rete ferroviaria del Lombardo-Veneto, impiegavano a metà degli anni '50 più di cento operai l'una. Nel 1862 il personale della prima delle due officine sarebbe salito a 350[36].
- Officine Elvetica, fondata nel 1846 come Officine Bouffier, impiegavano al 1850 fino a 400 operai. Era organizzata in due officine, con complessivamente più di cento macchinari, tra cui 3 macchine a vapore, 4 forni per la fusione della ghisa, 7 gru e 50 torni. Produceva tra gli altri caldaie a vapore, macchine agricole e turbine idrauliche. Sui suoi impianti sarebbe stata fondata qualche decennio dopo la Breda[37].
- Officine Schlegel, nel 1853 davano lavoro a 350 persone, e producevano attrezzi e mecchinari di vario tipo[38]: per dare un'idea della crescita che stava vivendo il settore, nel 1851 le stesse officine impiegavano una forza lavoro pari a 200 persone[39].
- Officine Regazzoni di Como: occupava 120 operai al 1857 ed era curiosamente attiva anche nel settore della cantieristica navale, rifornendo la domanda di imbarcazioni del lago di Como[40].

Vengono infine ricordate le Officine fratelli Ballaydier impiantate a Milano nel 1844 dopo che i due fratelli avevano aperto con successo uno stabilimento per la produzione di caldaie a vapore a Genova e la ditta Suffert Edoardo fondata nel 1852 sempre per la produzione di caldaie e ruote idrauliche.

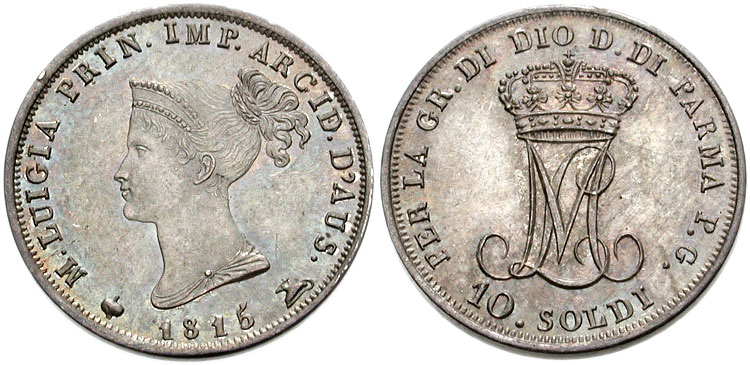
10 soldi di Maria Luigia coniati alla zecca di Milano (1815)

Ramo particolarmente prolifico dell'industria metalmeccanica lombarda, concentrata a Milano, era la fabbricazione delle carrozze. La città contava 40 stabilimenti da cui uscivano carrozze: ne viene indicato in particolare uno, la fabbrica di carrozze Cesare Sala, indicata come "di tale importanza da non trovarsi forse chi la eguagli in tutta Italia". Alcuni fabbriche minori esistevano nelle altre città, la cui importanza era del tutto marginale se paragonata alla produzione del capoluogo. Nella città di Milano gli impiegati negli stabilimenti ammontavano a circa 2500: le fabbriche milanesi rifornivano tutto il nord Italia e le province dell'Impero austriaco. La qualità dei prodotti di questa industria era influenzata dallo sviluppo marginale della metallurgia italiana, il che obbligava i fabbricanti di carrozze a rivolgersi a fornitori esteri per parti meccaniche, come molle ed assi, per le carrozze di qualità superiore.
Sempre appartenente al ramo dell'industria metalmeccanica era la I.R. Zecca di Milano: descritta come una delle migliori zecche d'Europa per la qualità delle lavorazioni, possedeva una vasta officina meccanica con 14 bilancieri per la coniatura delle monete, di cui 8 ad azionamento idraulico, più vari magli, laminatoi, raschiatori e altri macchinari, sempre mossi a forza idraulica. Tale officine era capace di dar lavoro fino a 200 persone nei periodi di massima produzione.

### Industria bellica
Come già chiarito, l'industria bellica fu all'inizio del XIX secolo una delle prime spinte verso un'industrializzazione che fino ad allora sembrava non decollare: la richiesta di armamenti, armature e divise per i soldati fece da volano per quelli che sarebbero stati i principali settori dell'industria lombarda nei decenni a seguire.
Alla fine degli anni '30 un settore particolarmente attivo nell'area attorno a Gardone era quello della fabbricazioni di fucili: mediamente all'anno venivano costruiti 15000 fucili in svariate officine che occupavano complessivamente più di 400 persone. Dopo i moti del 1848 questo settore fu fortemente limitato dalle autorità austriache: ciò portò al dimezzamento degli addetti nel territorio che si convertirono alla fabbricazione di oggetti simili per funzioni non belliche. Alle 14 fucine presenti prima del '48 nel territorio, va aggiunta la I.R. fabbrica di Gardone che da sola occupava più di 200 operai e poteva produrre fino a 6000 fucili al mese, e che essendo di dipendenza statale non cessò la produzione.
Sempre correlate all'industria bellica, Ignazio Cantù descriveva tra i più importanti stabilimenti di Milano i forni militari situati nel borgo di Porta Nuova e la polveriera di Lambrate fondata nel 1830.

### Lavorazione di altri metalli
La fabbricazione di oggetti in bronzo occupava a Milano un centinaio di impiegati in gran parte concentrati nella fonderia Manfredini. Nata come fonderia Barigozzi per volere di Napoleone come fabbrica di campane, il suo lavoro più celebre fu sicuramente il complesso monumentale di statue posto sopra l'Arco della Pace: costituito da circa 63 tonnellate di bronzo fuso, l'opera veniva descritta all'epoca come "una delle più colossali formazioni in tal genere di lavori" e "nel genere grandioso [...], che fanno dell'Arco del Sempione in Milano uno dei più maravigliosi monumenti dell'epoca moderna". La fonderia raggiunse una certa fama anche fuori dalla Lombardia: dal Piemonte arrivò la commissione per la statua equestre di Carlo Alberto di Savoia attualmente a Casale Monferrato.
Sempre a Milano era presente un'unica grossa fabbrica, la dita Izar, che componeva oggetti in leghe di argento.

## Altre industrie

### Industria cartaria, tipografica e connesse
Al 1856 le tipografie attive in Lombardia erano 70, di cui 38 nella provincia di Milano, a cui si aggiungeva l'Imperial Regia Stamperia. Nella provincia di Milano, gli stabilimenti attivi nel capoluogo erano 35, a cui andavano aggiunti 2 stabilimenti a Monza e 1 a Gallarate, per un totale di circa 200 torchi e 470 operai al loro servizio, a cui vanno aggiunti i più di 200 della I.R. Stamperia. I torchi provenivano fabbricati dai 2 stabilimenti situati a Milano e 1 a Monza, per una produzione di circa 30 torchi all'anno che ne consentivano l'esportazione negli stati del centro-nord Italia: a questa attività vanno aggiunte 7 fabbriche per la produzione dei caratteri da stampa. Nella città di Milano esistevano infine 30 stabilimenti di calcografia e 13 stabilimenti di litografia sui 16 di tutta la Lombardia: tra i principali stabilimenti di litografia viene ricordata la litografia fratelli Vassalli con 12 torchi e 45 operai impiegati.
Un discorso a parte va fatto per i 4 stabilimenti per la stampa della musica milanesi e i suoi 400 operai, che rendevano la città uno dei punti di riferimento europei per questa industria grazie alla cospicui attività musicale e operistica presente. Il più importante di tutti era lo stabilimento Ricordi: nel 1856 con 26000 edizioni e circa 200 operai, era il maggiore editore musicale europeo, distanziando di molto lo stabilimento Schott AG di Magonza che con 14000 edizioni era il secondo editore europeo. Complessivamente la produzione musicale era inferiore a quella delle città di Parigi, Londra e Vienna; tuttavia paragonata al numero di abitanti delle città, la produzione milanese appariva la più cospicua. Le edizioni degli stabilimenti venivano spedite in tutti il mondo: in tutto il Sud America ed Europa, in Russia, in Asia a Smirne e in Africa in Alessandria d'Egitto, e ovviamente in tutta Italia. L'unico stato italiano escluso dal commercio di musica era il regno delle Due Sicilie, in quanto per mancanza di reciproci trattati, la musica lì spedita poteva essere contraffatta e rispedita per il commercio illegale negli altri stati italiani.
Collegata a tutte queste industrie era la fiorente industria della carta: vi erano nel complesso 90 fabbriche di carta, di cui 35 nella provincia di Brescia, 28 nel solo comune di Toscolano e Maderno ancora oggi celebri per essere parte della "valle delle carteiere", e 26 in quella di Como. Le cartiere più importanti erano quelle di Vaprio d'Adda e di Varese, definite per l'epoca "grandiose": complessivamente occupavano quotidianamente 2000 impiegati. La cartiera di Vaprio impiegava 310 operai solo nelle effettive operazioni sulla carta e aveva un output di 3200 kg di carta al giorno.

### Industria ceramica e del vetro
Non di poca rilevanza era l'industria della fabbricazione di porcellana, maioliche e vetro. La più famosa fu sicuramente la Fabbrica di Ceramiche Richard, antenata della Richard-Ginori, che al 1855 comprendeva più di 300 operai e produce tutti i tipi di ceramiche e vetro. La principale produzione della fabbrica aveva allora un volume di affari di circa 600.000 lire: la produzione veniva esportata in tutti gli stati italiani dell'epoca, in Svizzera e in Dalmazia.
Quanto all'industria delle maioliche, esistevano nella province lombarde 32 stabilimenti, di cui 10 erano concentrati nella provincia di Brescia: gli impiegati nel settore erano di circa 600 persone escluso lo stabilimento Richard. Se alcuni fattori come l'abbondanza di materie prime come l'argilla e altri prodotti chimici in Lombardia favorissero la produzione nella regione, la concorrenza delle vicine manifatture piemontesi di Biella e venete di Vicenza, oltre alle importazioni di prodotti inglesi e francesi considerati più fini, aumentava decisamente la concorrenza I 4 stabilimenti della provincia di Milano erano concentrati nel distretto della Martesana: il più importante era a Cassano d'Adda arrivò ad impiegare al 1855 poco meno di 200 uomini per la produzione di circa 1200000 pezzi in un periodo comunque di crisi del settore. La fabbricazione dei prodotti in terracotta era effettuata da 8 fabbriche nella provincia di Milano, più vari nelle altre province, anche se meno rilevanti e non specializzati nella sola terracotta: il più grande era dedito alla fabbricazione di mattoni nei pressi del naviglio grande e occupava al 290 addetti. Particolarmente diffusa era nella provincia di Mantova la fabbricazione e lavorazione del laterizio, che rappresentava secondo le cronache dell'epoca "l'attività industriale forse più caratterizzante del mantovano".
Riguardo alla fabbricazione del vetro, erano attive in Lombardia 4 stabilimenti, concentrati nelle zone dei laghi, a Fiumelatte, Porlezza (2 fabbriche) e Porto Valtravaglia, per un totale di circa 250 operai direttamente occupati nella produzione e 120 di addetti al funzionamento e alla manutenzione degli impianti. I prodotti rifornivano gran parte dell'Italia settentrionale e la Svizzera.

### Altre grandi fabbriche
Eccezion fatta che per pochi settori, l'industria milanese era per gran parte organizzata su stabilimenti di piccole e medie dimensioni; esistono tuttavia alcune eccezioni.

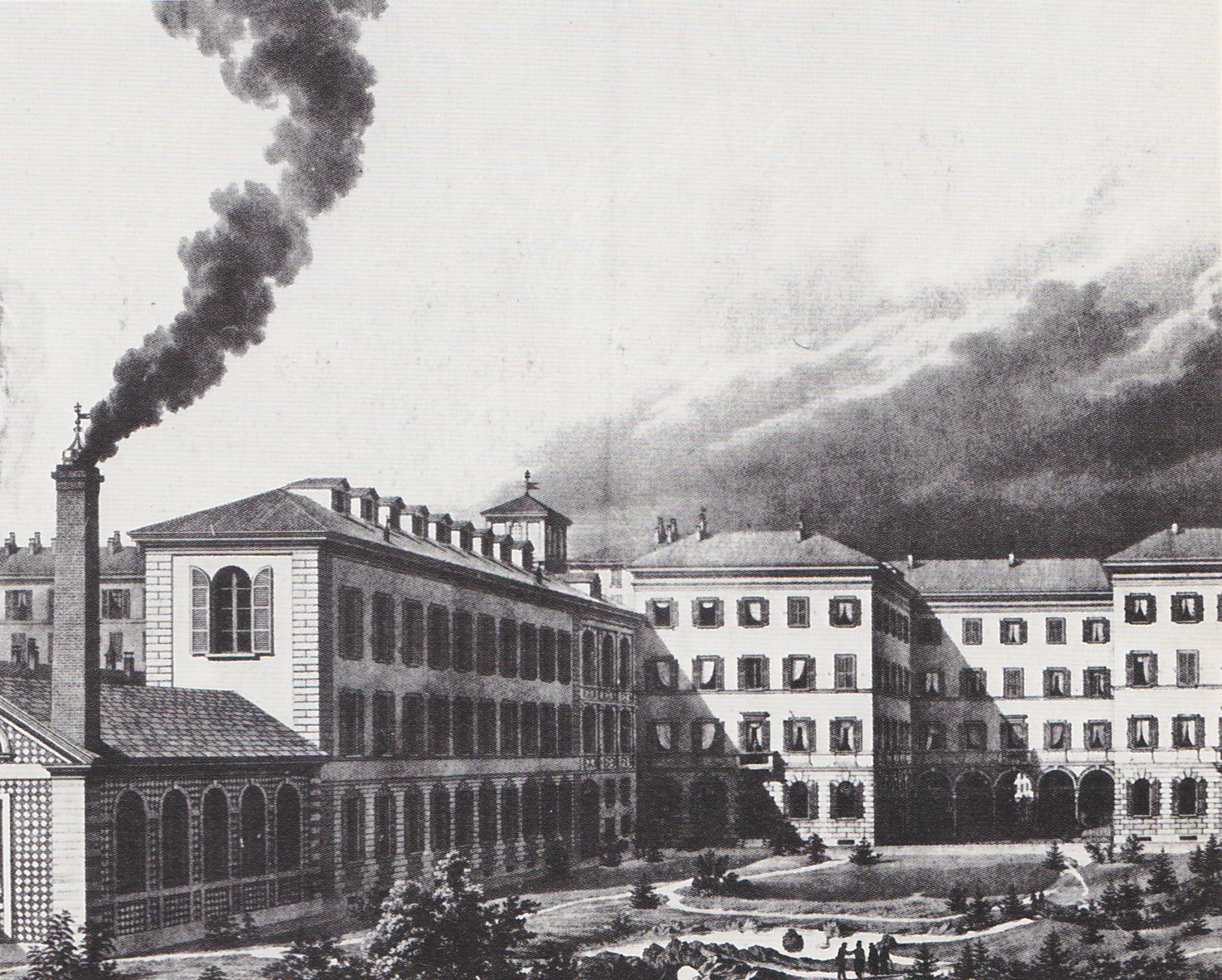
Litografia di una veduta esterna del bottonificio Binda, 1850 ca.

Tra i maggiori stabilimenti lombardi e di tutta Italia si segnala nella fabbricazione dello zucchero la Raffineria Calderara di Milano, che occupava al 1850 circa 1200 operai, compreso il reparto per la fabbricazione del combustibile per le operazioni. L'output dello stabilimento ammontava a 5000 tonnellate di zucchero l'anno. Al 1856 questa fabbrica, descritta come "grandiosa e per la quantità e la perfezione delle macchine che fa uso e per la quantità dello zucchero che viene lavorata", era tuttavia l'unica della Lombardia: essa poté raggiungere tali risultati anche grazie ai dazi, di 34 centesimi di lira al chilo per le farine di zucchero e 73 centesimi per gli zuccheri raffinati, che proteggevano lo stabilimenti dai produttori esteri, in particolare francesi. Sempre riguardo all'industria della raffinazione dello zucchero, al 1829 esistevano a Milano altre tre raffinerie, ovvero la Raffineria Azimonti, la Raffineria Cernuschi e la ditta Gnocchi e società, descritte come grandi fabbriche che impiegavano molte famiglie: all'epoca questa quattro raffinerie fornivano sostentamento a 500 famiglie.
Un altro grande stabilimento era l'Imperial Regia fabbrica di tabacchi, dove al 1859 erano impiegati 1000 operai per maggioranza femminili. Questo stabilimento era tuttavia di proprietà statale ed operante in regime di monopolio. Lo stabilimento era in grado di lavorare all'anno 1200000 kg di tabacco all'anno
Altro stabilimento di notevoli dimensioni sempre a Milano era il Bottonificio Antonio Binda, fondato nel 1829, passò da 145 impiegati nel 1847 ai più di 600 nel 1858, di cui in parte fatti venire dall'estero assieme ai macchinari per le lavorazioni.
Vi erano poi le "Case d'industria", costruite per dare lavoro a poveri e vagabondi al fine di migliorare il decoro della città, entrambi gli stabilimenti operavano nella tessitura e fornivano vitto, alloggio e un piccolo stipendio agli "assistiti":
- Casa d'industria di San Vincenzo in Prato, situata nel borgo di Porta Ticinese, forniva lavoro a 500 individui
- Casa d'industria di San Marco, eretta nel borgo di San Marco successivamente alla precedente, fu pensata e progettata nella stessa maniera e forniva lavoro a 600 individui[46].

### Altre industrie
Non appartenente a nessuna delle precedenti industrie ma ugualmente utile e considerato come un segno di prestigio e progresso della città, nel 1845 fu inaugurato il sistema di illuminazione a gas nella città di Milano, che nel 1855 contava 40 km di rete e un'officina con 3 gasometri presso il borgo di Porta Ludovica che forniva lavoro a più di 100 operai.
Riprendendo anche in questo caso una tradizione antica, le manifatture di strumenti trovavano le proprie radici nelle celebri botteghe dei liutai cremonesi, su tutti Antonio Stradivari. Nel 1856 erano attive in nelle provincie lombarde 5 fabbriche di strumenti in ottone, di cui 4 a Milano, che occupavano stabilmente 45 persone, mentre vi erano solo 3 fabbriche di strumenti in legno tutte concentrate nella capitale, che tuttavia esportavano i prodotti in tutta Italia, Inghilterra, Francia, Stati Uniti e Turchia. Di maggior rilievo erano la costruzione di organi, consistente in 13 fabbriche per 140 operai impiegati per un output annuale di circa 90 organi, i cui prodotti rifornivano, oltre che tutto il Lombardo-Veneto, Francia e Germania. Vi erano infine 6 fabbriche di pianoforte per 60 impiegati, i cui prodotti però non godevano della fama degli strumenti importati dall'Austria, Francia e Inghilterra.
Particolarmente in voga nei decenni prima dell'unità d'Italia era la fabbricazione della birra: in totale venivano fabbricate all'anno 1856 circa 29000 ettolitri di bevanda da 41 stabilimenti. Circa la metà dei litri venivano fabbricati nella provincia di Milano, suddivisi tuttavia in 14 stabilimenti, tra gli stabilimenti più degni di nota si avevano il Birrificio Arrigoni, il Birrificio Lavelli, il Birrificio Perelli in provincia di Milano con una produzione che si attestava a poco meno di 2000 ettolitri di birra l'uno, ma soprattutto il Birrificio Ritter di Chiavenna che ne produceva ogni anno 4000. Afferente al periodo preunitario erano anche il birrificio Wührer, fondato a Brescia nel 1829, la cui produzione era sui 500 ettolitri l'anno, e il birrificio Peroni fondato a Vigevano nel 1846: entrambi i marchi sono tutt'oggi in attività. I prodotti per la fabbricazione erano generalmente proveniente dal Lombardo-Veneto eccetto che per il luppolo, importato dalla Baviera o dalla Boemia per la maggiore qualità. L'occupazione in questo settore non aveva tuttavia una grande ricaduta sull'impiego: gli stabilimenti di medio-grandi dimensioni impiegavano tipicamente una trentina di operai. Sempre afferente all'industria degli alcoolici era la distillazione di alcool: nel 1857 veniva segnalata la distilleria Sessa, Fumagalli e C., descritta come "una grandiosa distilleria di alcool, finora unica in tutta Italia": con alcuni scarti della distillazione venivano nutriti all'incirca 400 animali alloggiati in tre stalle contigue allo stabilimento. Tra le altre distillerie dell'epoca si segnalano infine le distillerie fratelli Branca, ancora oggi celebre ed in attività.
Un'industria che perdura fino ai giorni nostri riguarda la fabbricazione dei mobili, che vedeva oggi come allora il suo distretto principale nella Brianza. Nel complesso venivano segnalati 1000 lavoranti in questo settore, di cui 250 raggruppati in 30 officine lavoravano nella città di Milano. I mobili veniva spediti in tutto il Lombardo-Veneto e nelle vicine provincie dell'Impero Austriaco. Ignazio Cantù segnalava nel 1844 la fabbrica di mobili Speluzzi con la sua cinquantina di addetti tra i maggiori stabilimenti per la produzione di mobili di Milano.
Difficilmente difficile da includere in una categoria più ampia e articolata era il settore della oreficeria e bigiotteria, particolarmente sviluppato nella città di Milano, dove contava qualche anno prima dell'Unità all'incirca 900 addetti nei vari stabilimenti. Uno dei maggiori era la Manifattura Treviganti, Galetti e C. che nel 1838 contava 130 addetti.